# DirectAccess
Technologie DirectAccess, obsažená v systémech Windows Server 2008 R2 a Windows 7 (edice Enterprise nebo Ultimate), umožňuje podnikovým uživatelům vzdáleně přistupovat k prostředkům v interní síti (sdílené složky, webové servery či aplikace, apod.) bez nutnosti připojení pomocí VPN. DirectAccess automaticky sestavuje obousměrné IPSec připojení k interní síti pokaždé, když je počítač připojený k Internetu, a to ještě předtím, než se uživatel přihlásí. Pro uživatele je vše naprosto transparentní a pracuje stejným způsobem, jako by byl fyzicky v interní síti. , 

## Technologie
DirectAccess používá IPsec tunely mezi klienty a DirectAccess serverem a datový provoz v rámci DirectAccess používá výhradně protokol IPv6, je tedy nutné zajistit jeho podporu a používání uvnitř interní sítě. Podpora tohoto protokolu v rámci připojení interní sítě, resp. klientských počítačů k Internetu není vyžadována, při její absenci je automaticky použita některá z tunelovacích technik (6to4, Teredo, příp. IP-HTTPS), která zajistí přenos IPv6 provozu zapouzdřením do IPv4. Použitá tunelovací technika závisí na umístění klientského počítače – je-li připojen přímo k Internetu pomocí veřejné IPv4 adresy, použije se 6to4, je-li za NATem, použije se Teredo. IP-HTTPS se použije ve chvíli, kdy 6to4 či Teredo spojení selže.
Při použití UAG  jsou navíc k dispozici mechanismy NAT64 a DNS64, které umožňují v rámci DirectAccess přístup i na interní zdroje dostupné pouze přes IPv4.

## Požadavky
Technologie DirectAccess vyžaduje :

DirectAccess server:
- Windows Server 2008 R2 se dvěma síťovými kartami - jedna připojená do interní sítě, druhá k Internetu
- dvě po sobě následující veřejné IPv4 adresy (server nesmí být za NATem)
- členem Active Directory domény

DirectAccess klient:
- Windows 7 (edice Enterprise nebo Ultimate)
- členem Active Directory domény

PKI infrastrukturu:
- server i klient musí mít navzájem důvěryhodné certifikáty, jimiž se navzájem autentikují